# جوزف مایر
جوزف مایر (انگلیسی: Joseph Meyer؛ ‏ ۱۲ مارس ۱۸۹۴ – ۲۲ ژوئن ۱۹۸۷) ترانه‌سرا اهل ایالات متحده آمریکا بود.
از فیلم‌هایی که وی در آن‌ها نقش داشته‌است، می‌توان به شوگرل اشاره نمود.